# Szwedzkie Towarzystwo Historyczne
Szwedzkie Towarzystwo Historyczne (szw. Svenska historiska föreningen) – stowarzyszenie założone w 1880 roku w celu koordynowania i promowania badań nad dziejami Szwecji.
Od 1881 roku wydaje czasopismo „Historisk tidskrift”.